# Cierra Dillard
Pour les articles homonymes, voir Dillard.
Cierra Janay Dillard est une joueuse de basket-ball américano-sénégalaise née le 8 mai 1996 à Rochester (New York).

## Biographie
En 2023, Dillard est naturalisée sénégalaise par décret présidentiel.

### Carrière universitaire
Cierra Dillard évolue aux Minutewomen de l'UMass de 2014 à 2016, puis aux Bulls de Buffalo de 2017 à 2019.

### Carrière en club
Cierra Dillard est draftée au deuxième tour, en 20e position au total, par le Lynx du Minnesota lors du draft WNBA 2019. Elle est libérée peu de temps après au profit des Sparks de Los Angeles, qui la libère après un seul match de pré-saison.
En 2022, Dillard remporte avec le club égyptien du Sporting Club d'Alexandrie la Coupe d'Afrique des clubs champions, marquant 21 points en finale.

### Carrière en équipe nationale
Elle dispute avec l'équipe du Sénégal le Championnat d'Afrique 2023 qui se conclut sur une finale perdue contre le Nigeria ; Cierra Dillard fait partie de l'équipe-type de la compétition.
Après une deuxième coupe d’Afrique en 2025, Cierra figure encore parmi les TOP5 du championnat africain de Basket-ball et remporte le prix de la meilleure meneuse.

## Palmarès

### Club
- Vainqueur de la coupe d'Afrique des clubs champions 2022 avec le Sporting Club d'Alexandrie

### Sélection
- Médaille d'argent au championnat d'Afrique 2023

Distinctions individuelles
- Nommée dans l'équipe-type du championnat d'Afrique 2023[5]
- Meilleur meneuse championnat d'Afrique 2025